# 루프탑컴퍼니의 음반
이 문서는 루프탑컴퍼니에서 발매한 음반 목록이다.

## 2010년대
- 2016년 12월 17일 프리티브라운 - [Digital Single] 니가 있어 크리스마스
- 2017년 2월 7일 프리티브라운 - 아임쏘리 강남구 OST Part.4[1]
- 2017년 3월 19일 프리티브라운 - Episode 1
- 2017년 7월 6일 시윤 - [Digital Single] 여우[2]
- 2017년 7월 20일 시윤 - SURREAL,BUT NICE
- 2017년 10월 29일 시윤 - [Digital Single] 그때의 너[3]
- 2017년 12월 5일 프리티브라운 - [Digital Single] 이사
- 2017년 12월 15일 프리티브라운,시윤 - [Digital Single] 니가 내린 크리스마스
- 2018년 2월 12일 시윤 - [Digital Single] 너와 내 사이[4]
- 2018년 3월 15일 프리티브라운 - [Digital Single] 쉬는 날
- 2018년 4월 13일 시윤 - CUBISM
- 2018년 5월 7일 프리티브라운 - [Digital Single] 내 엄마
- 2018년 6월 11일 프리티브라운 - [Digital Single] 모르는 게 약
- 2018년 12월 11일 프리티브라운 - [Digital Single] Be My Side[5]
- 2018년 12월 19일 프리티브라운,시윤 - [Digital Single] 니가 내겐 크리스마스
- 2019년 1월 10일 프리티브라운 - [Digital Single] 모서리
- 2019년 3월 20일 붐바스틱 - [Digital Single] 나만 알고 싶은 너[6]
- 2019년 5월 2일 프리티브라운 - [Digital Single] 역주행
- 2019년 7월 28일 프리티브라운 - [Digital Single] 오빠랑 여행갈래?[7]
- 2019년 10월 16일 프리티브라운 - [Digital Single] 가을 문턱에 서서 그댈 다시 보기를 바래요
- 2019년 12월 6일 김현중 - 연남동 패밀리 OST Part.2
- 2019년 12월 18일 프리티브라운 - [Digital Single] 마치 겨울

## 2020년대
- 2020년 4월 29일 프리티브라운 - [Digital Single] 지금처럼만
- 2020년 6월 22일 프리티브라운 - [Digital Single] 달콤하게 짜릿하게
- 2020년 9월 8일 붐바스틱 - [Digital Single] Save My Life[8]
- 2020년 10월 13일 프리티브라운 - [Digital Single] 이 기다림의 끝에서 결국
- 2021년 1월 15일 프리티브라운 - [Digital Single] 드라마 주제가
- 2021년 2월 1일 붐바스틱 - [Digital Single] 그런 사람 얘기[9]
- 2021년 5월 20일 프리티브라운 - [Digital Single] 일생을
- 2021년 7월 26일 프리티브라운 - [Digital Single] Surfing On You
- 2021년 8월 8일 붐바스틱 - [Digital Single] 구구절절[10]
- 2021년 8월 16일 시윤 - [Digital Single] Dance With Me
- 2021년 9월 23일 프리티브라운 - [Digital Single] 어떻게 지내시나요
- 2021년 10월 19일 프리티브라운 - [Digital Single] 아니었나봐
- 2021년 11월 28일 시윤 - [Digital Single] Beautiful
- 2022년 4월 7일 프리티브라운 - [Digital Single] 봄바람을 좋아했었잖아요
- 2022년 9월 13일 프리티브라운 - [Digital Single] 문신처럼
- 2022년 11월 28일 붐바스틱 - [Digital Single] 빨간 날[11]
- 2023년 10월 27일 붐바스틱 - [Digital Single] 하루 비[12]